# Scopula oblivaria
Scopula oblivaria är en fjärilsart som beskrevs av Walker 1861. Scopula oblivaria ingår i släktet Scopula och familjen mätare. Inga underarter finns listade.